# Вайнштейн, Семён Лазаревич
Семён Лазаревич Вайнштейн (партийная кличка — Звездин; 1876—1923) — меньшевик, член президиума Исполнительного комитета Петроградского совета рабочих и солдатских депутатов, член Всероссийского центрального исполнительного комитета.

## Биография
Семён Вайнштейн родился в 1876 году. Успешно окончив Курскую мужскую гимназию поступил в Императорский Харьковский университет.
В 1892 году Вайнштейн вошёл в состав марксистского кружка в городе Одессе, занимавшегося под руководством социал-демократов Циперовича, Вельтмана и других.
В 1895 году за участие в приобретении и распространении нелегальной литературы он был арестован и около двух лет просидел в тюрьме.
В 1902 году Вайнштейн — один из активных работников Московского комитета Российской социал-демократической рабочей партии (РСДРП). Был одним из инициаторов постановления Московского комитета, признавшего Заграничную лигу русской революционной социал-демократии своим заграничным представителем, а газету «Искру» — своим руководящим органом.
Арестованный в 1902 по делу Московского комитета РСДРП, Вайнштейн был выслан в ссылку в Восточную Сибирь на 4 года. В октябре 1905 года Вайнштейн был делегирован от союза конторщиков в Петербургский совет рабочих депутатов и вскоре стал членом его Исполнительного комитета. Вместе с другими членами Совета, по приговору Петербургской судебной палаты, Вайнштейн был снова сослан в Сибирь. Из ссылки (Обдорск) бежал и, арестованный в Баку (в 1910 году), был привлечен к суду за побег и опять сослан в Сибирь. Здесь Вайнштейн сотрудничал в газетах социал-демократического направления «Молодая Сибирь» и «Иркутское Слово», которые вскоре были закрыты.
После Февральской революции состоял членом президиума Исполнительного комитета Петроградского совета рабочих и солдатских депутатов, из которого вышел 25 октября 1917; входил также во ВЦИК (до октября).
Во время Гражданской войны вёл борьбу против Советской власти.
Семён Лазаревич Вайнштейн умер в 1923 году находясь в эмиграции в городе Берлине.